# Guadiana
Guadiana är med sina 820 km en av Iberiska halvöns längsta floder. Den rinner upp cirka 130 km söder om huvudstaden Madrid och passerar på sin väg mot Atlanten två större städer - Badajoz och Mérida. Avrinningsområdet är cirka 83 000 km².
Guadiana är under cirka 110 km gränsflod mot Portugal och den rinner även genom portugisiskt område under en del av sitt nedre lopp. I floden finns nära 1 000 dammar varav den största finns nära den portugisiska orten Alqueva. Den bildar där en av de största dämningssjöarna i Europa. Floden mynnar i Cádizbukten mellan gränsstäderna Vila Real de Santo António (Portugal) och Ayamonte (Spanien). Medelflödet vid mynningen är 79 m³/s.